# Wochenende
Pour les articles homonymes, voir Week-end (homonymie).
Pour plus de détails, voir Fiche technique et Distribution.
Wochenende (en anglais : Weekend) est un film « sans images » réalisé par Walter Ruttmann en 1930, dont la particularité est de n'utiliser que la bande son d'une pellicule cinématographique.

## Synopsis
Le déroulement du week-end dans la semaine d'un travailleur par une succession de collages sonores à travers l'univers du travail par la conversations téléphoniques simulées, la récitation d'un texte par un enfant à l'école, la lecture d'un courrier par un chef d'entreprise et les bruits mécaniques. Il y a également des moments de détente comme avec sifflotements, le chants de chœurs, le rire d'enfants joyeux, le son d'animaux, l'heure marquée par des cloches, le miaulement de chat et débouchage d'une bouteille.

## Commentaires
Dans son livre Musiques expérimentales, le musicien et critique Philippe Robert présente Wochenende comme une anticipation remarquable de ce qui sera plus tard dénommé la musique concrète. En effet, en précurseur de certaines réflexions sur les objets sonores, qui seront menées par Pierre Schaeffer une vingtaine d'années plus tard, Ruttmann isole certains éléments (bruits) de la vie quotidienne pour réaliser une œuvre sonore organisée et cohérente, affranchie de ses causes physiques.

## Divers
Le film était considéré comme perdu jusqu'à ce qu'une copie soit retrouvée à New York en 1978.